# Лицар дня
«Лицар дня» (англ. Knight & Day) — художній фільм Джеймса Менголда в жанрі комедійного бойовика, вийшов на екрани 23 червня 2010 року в США і 24 червня в Україні. Назва фільму — гра слів в англійській мові, оскільки фраза «Knight & Day» співзвучна з «night & day» — «ніч і день».

## Сюжет
Том Круз грає таємного агента, котрий випадково зав'язує знайомство зі звичайною дівчиною — героїнею Камерон Діас, і в результаті втягує її в завдання захистити надпотужну батарейку, котра є ключем до створення невичерпного джерела енергії від злочинців, що намагаються скористатися нею у своїх цілях. У фільмі говориться, що ця батарейка може живити навіть невелике місто або підводний човен — непоганий привід, щоб заволодіти нею?! Разом із батареєю таємний агент оберігає від злочинців молодого вченого, що, недавно закінчивши школу, створив її (вчений не здатен захиститися від цих злочинців самостійно). Між агентом і дівчиною виникають любовні стосунки, але вони не ставляться на «передній план».

## В ролях
- Том Круз — Рой Міллер
- Камерон Діас — Джун Хевенс
- Пітер Сарсгаард — Фітцджеральд
- Жорді Молья — Антоніо
- Пол Дано — Саймон Фек
- Віола Девіс — директор Джордж
- Фальк Генчель[en] — Бернард
- Марк Блукас — Родні
- Меггі Грейс — Ейпріл Хевенс
- Галь Гадот — Наомі

## Створення фільму
Основні зйомки розпочалися у вересні 2009 року в Бостоні та Бріджуотері (Массачусетс). Зйомки сцени в терміналі аеропорту проходили в Уорчестері (Массачусетський аеропорт), крім того, зйомки проходили також в Мелроуз (Массачусетс). Також як місця для зйомок фільму були вибрані міста Севілья в Іспанії і Зальцбург в Австрії. Одна сцена була знята в місті Денверс (Массачусетс), розташованому північніше Бостона.

## Цікаві факти
- Композитором в даній картині виступив Джон Пауелл, який раніше написав музику до схожого по жанру фільму «Містер і місіс Сміт».
- Том Круз та Камерон Діас вже знімались разом у фільмі «Ванільне небо».
- Всі аварії за участю машин були записані на студії та вставлені в картину за допомогою комп'ютерної обробки.[5]